# Kiki of Paris
Kiki of Paris es el seudónimo de un fotógrafo plástico francés nacido en 1945 en París.

## Biografía
Nacido en París después de la Segunda Guerra Mundial, estudia inicialmente ciencias humanas y sociales antes de dedicarse al dibujo y la pintura. En Montparnasse, el actor Michel Simon le presenta al escritor Henry Miller, quien le aconseja que se dedique a la fotografía. Este encuentro fue un momento decisivo en su carrera.
Sus primeras fotografías son documentos etnográficos; en aquella época colabora con el etnólogo Robert Jaulin. Kiki of Paris viajó a Asia, Europa Central, Cuba, Jamaica y, sobre todo, a Estados Unidos, donde vive algún tiempo en California y Nevada.
A principios de los años 90, orienta su trabajo hacia la fotografía humanista (Doisneau, Brassaï y sobre todo Willy Ronis, con quien se reúne a menudo) y luego define su nuevo entorno de trabajo, eligiendo temas fuertes como la vida cotidiana, el verano italiano, la fiesta...
En 1996, por consejo de un coleccionista suizo, inversores estadounidenses compraron sus grandes formatos. Kiki of Paris expone entonces en Nassau, Seattle, París, Tokio, Luxemburgo y en exposiciones colectivas. La serie "Un été vénitien" (Un verano veneciano) es un gran éxito, y le sigue una serie realizada en Berlín y Europa Central sobre el tema de la feria, en homenaje a Fernand Léger.
En 2006 se creó el Comité Kiki of Paris, una asociación cuyo objetivo es dar a conocer la obra del artista y emitir certificados de autenticidad. Presente en las principales colecciones francesas y extranjeras, sus obras aparecen regularmente en las ventas públicas de arte contemporáneo.

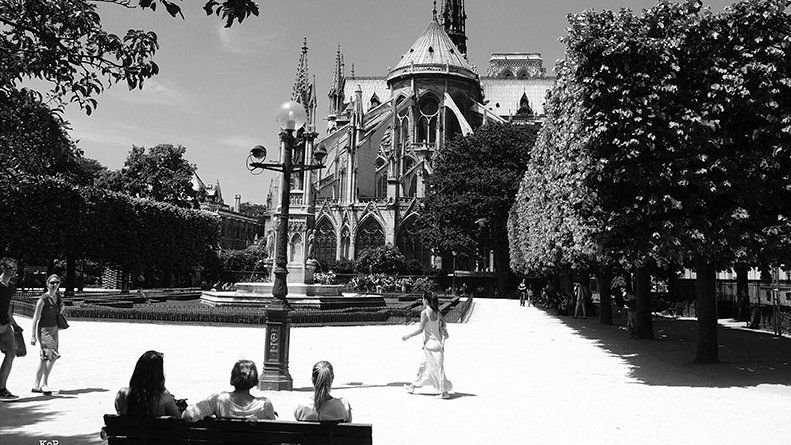
Fotografía Kiki of Paris "Volver a ver París" 2013 Francia

Desde el año 2000, Kiki of Paris es miembro de la ADAGP.

## La vida cotidiana, fuente de inspiración... y de exigencia
Con una formación de etnólogo, Kiki of Paris observa a sus contemporáneos y sus interacciones en la ciudad. Esta especificidad permite que su obra se beneficie de análisis precisos, a veces crueles, y acentúa la meticulosidad de su trabajo de enfoque y estudio.
La exigencia se refleja en su producción, deliberadamente limitada. Por unas pocas obras al año, se destruyen irremediablemente miles de fotografías. Por ejemplo, algunas composiciones como "El Mensajero" requirieron más de un año de investigación antes de llevarse a cabo. El artista expone muy poco, principalmente en reuniones de coleccionistas privados.

## La teoría de las Estructuras
Tras estudiar el estructuralismo aplicado a la antropología cultural y la lingüística, para luego pasar a las relaciones matemáticas en la estética (especialmente las perspectivas), Kiki of Paris publicó en 1999 Estructuras primarias y polimórficas.
Las obras se presentan a veces con un comentario, una especie de hilo conductor, como si el artista quisiera guiarnos en la profundidad del campo de sus experimentos.
Para el artista, las estructuras primarias comprenden la realidad en una fracción de tiempo: el significado es sistémico, cada uno encuentra lo que ve allí. Las estructuras polimórficas, en cambio, están formadas por una yuxtaposición de elementos que dan un sentido revelador al que ninguna de las partes, tomadas por separado, puede captar. La obra de Kiki of Paris difiere de la de Martin Parr, el maestro de la fotografía vernácula: mientras que, para Parr, las escenas ordinarias se bastan a sí mismas en su ironía y patetismo, Kiki of Paris las mezcla para darles un nuevo significado.
Entre las influencias de la obra de Kiki of Paris están los encuentros, por breves que sean, que han marcado sus elecciones y su destino: Henry Miller, por supuesto, pero también el director estadounidense Joseph Losey, sin olvidar a los supervivientes de la generación beat que estuvieron en París, especialmente William S. Burroughs, cuya mirada, según Kiki of Paris, era tan perturbadora.
"Lo que hace la imagen es la cultura, la fotografía es un trozo de tiempo encapsulado, el resultado es una química compuesta. A esto se añade el "momento adecuado, el instante T, cuando la idea, el concepto, la estética y un sujeto bien encuadrado se encuentran".

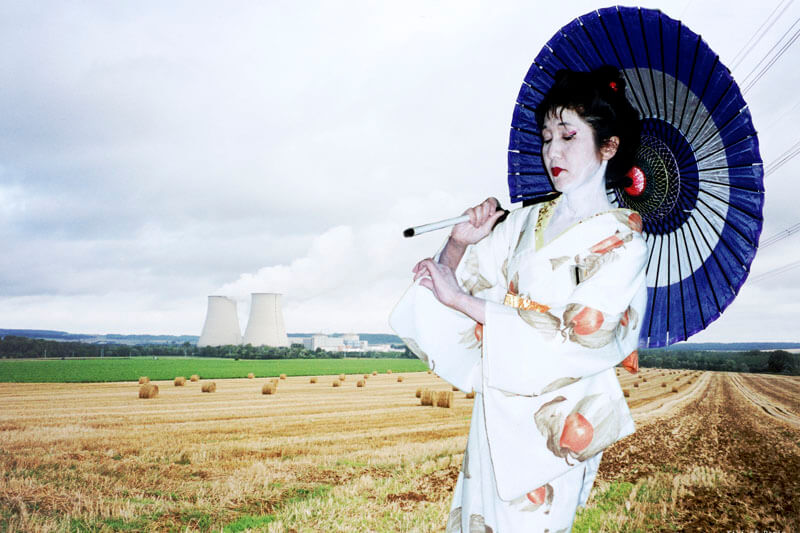
Exposición Zúrich y Mónaco Safra Art Invest 1997 y 1998

Kiki of Paris - Entrevista con el coleccionista suizo Abraham Gould, Venecia 1998 

## Algunos comentarios sobre su obra
"Su trabajo fotográfico es exigente y va en contra de los lugares comunes, seduciéndonos por su poesía. Tratando de captar lo imaginario, su mirada trasciende la realidad y la vida cotidiana, generando imágenes de gran creatividad." Bertrand Delanoë

"Desde pequeño le llamaron Kiki. París es sus raíces, lo que da sentido a su existencia. Más tarde, en California, todo el mundo le llamaría "Kiki of Paris"." "Kiki of Paris será su blasón, su marca, su escudo de armas." Franckie Tacque

## Principales exposiciones
- 1999 Instituto Telos (Seattle)
- 2001 Galería Nart (París)
- 2002 Foro Internacional de Tokio
- 2002 Estudio Visconti (París)
- 2002 Salón de los Independientes (París)
- 2004 Galería Hype Palacio de Tokio (París)
- 2004 2009 Galería ARTEnovance

## Publicaciones
- 1984 Bares nocturnos en París
- 1985 Fracturas sociales, el ejemplo de Belleville
- 1989 Oblicuos y perspectivas
- 1999 Estructuras primarias y polimórficas
- 2001 Kiki of Paris (Instituto Telos)